# Rockman Complete Works
Rockman Complete Works — часть серии Mega Man или Rockman была выпущена в 1999 году только для консоли PlayStation и исключительно в Японии. Эта часть является ремейком игр оригинальной серии с первой по шестую часть Rockman. Появились графические изменения, улучшения графики и игрового процесса, включая обновления меню и новые титульные экраны. Появилась новая система подсказок под названием «Navi Mode». А также все шесть частей были выпущены вместе с Rockman X7 в специальном издании Rockman Collection для PlayStation 2, также только в Японии.
- Режим Navi и выбор сложности для всех игр. В режиме Navi игрок может получать подсказки при нажатии кнопки выбора в областях, где появляется восклицательный знак. В Rockman 1-3 ремикс музыки из Mega Man: The Power Battle и Mega Man 2: The Power Fighters воспроизводится на протяжении всей игры, если выбран режим Navi, удерживая кнопку выбора.
- Мини-игры в каждой записи, такие как Boss Time Attack (Rockman 1-3) и режим миссии (Rockman 4-6).
- Базы данных для всех врагов и боссов.
- Открываемые иллюстрации, разные в каждой игре.
- В отличие от Rockman Mega World, где игрок может только сохранять игру, но не может использовать пароли, в Rockman Complete Works можно использовать как сохранения, так и пароли.
- Когда игра завершается в режиме Navi, сцена с дополнительными кредитами показывает сцены игрового процесса, в которых Mega Man сражается на этапах, пока играет дополнительная музыка (например, Duo Ending 2, Rockman Ending 2, Blues Ending и Forte Ending 2 из Mega Man 2: Power Fighters, соответственно, в Rockman, Rockman 2, Rockman 3 и Rockman 4, и Казе Йо Цутаэте в Rockman 6).
- Совместимость с PocketStation, позволяющая загружать игру Pokeroku и улучшать здоровье и силу Rockman и Robot Masters.
- Восемь новых разблокируемых бонусов, доступных только в режиме Navi (только в Rockman 4-6).
- Возможность играть Мегаменом без шлема по желанию (только в Rockman 4-6).
- Разблокируемая опция звуковой комнаты, которая позволяет слушать всю музыку из игр (только в Rockman 4-6).